# Brett Roneberg
Brett Roneberg, född den 5 februari 1979 i Melbourne i Australien, är en australisk före detta professionell basebollspelare som tog silver vid olympiska sommarspelen 2004 i Aten. Han deltog även vid olympiska sommarspelen 2000 i Sydney.
Roneberg spelade 1996-2002 i Florida Marlins farmarklubbssystem, 2002 i Montreal Expos farmarklubbssystem, 2003 och 2006-2007 i Pittsburgh Pirates farmarklubbssystem och 2004 i Boston Red Sox farmarklubbssystem.
Roneberg representerade Australien i World Baseball Classic 2006 och 2009. 2006 spelade han tre matcher och hade inga hits på fem at bats och 2009 spelade han tre matcher och hade fem hits på sju at bats. 2009 hade han högst slaggenomsnitt (0,714), slugging % (1,286) och on-base % + slugging % (2,036) i hela turneringen.